# Sándor Asbóth

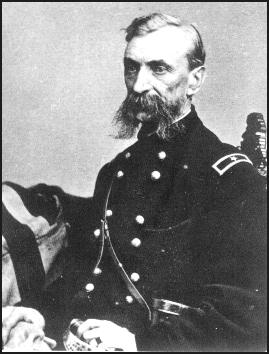
Alexander Asbóth

Sándor Asbóth, anglisiert Alexander Asboth (* 18. Dezember 1811 in Keszthely, Ungarn; † 21. Januar 1868 in Buenos Aires, Argentinien) war ein ungarisch-amerikanischer Revolutionär und General der United States Army im Sezessionskrieg.

## Jugend, Revolution und Emigration
Asbóth studierte an der Bergbauakademie von Selmecbánya und am Institutum Geometricum in Pest Ingenieurwissenschaften, da ihm seine Eltern eine militärische Laufbahn, wie sie bereits sein Bruder eingeschlagen hatte, verwehrten. Von 1836 bis 1848 war er zunächst in Buda und später in Temesvár als Ingenieur für die örtlichen Bauämter tätig.
Während der Revolution von 1848 schloss sich Asbóth den ungarischen Freiheitskämpfern unter Lajos Kossuth an und nahm als Hauptmann an mehreren Gefechten gegen österreichische und russische Truppen teil. Nach der Niederschlagung der Revolution begleitete er Kossuth ins Exil nach Istanbul und 1851 auch auf eine Reise in die USA, wo er sich schließlich niederließ. Auch in Amerika betätigte sich Asbóth als Ingenieur und Landschaftsarchitekt und war an der Planung des New Yorker Central Park beteiligt.

## Bürgerkrieg
Asbóth trat 1861 in das Heer der Union ein, da er durch die Konföderation und deren Eintreten für die Sklaverei seine freiheitlichen Ideale bedroht sah. Im Sommer 1861 wurde der republikanische Politiker John C. Frémont, ein ehemaliger Vermessungsingenieur und Entdeckungsreisender, von Präsident Lincoln mit dem Oberbefehl im umkämpften Missouri betraut.  Frémont ernannte Asbóth, mit dem er bereits vor dem Krieg bekannt gewesen war, zu seinem Stabschef und beförderte ihn zum Brigadegeneral. Frémont wurde schon im Herbst seines Kommandos enthoben, weil er sich durch sein entschlossenes Eintreten für eine Befreiung der Sklaven in seinem Befehlsbereich bei der prosüdlichen Bevölkerung unbeliebt gemacht hatte. Die von ihm ausgesprochenen Beförderungen wurden von der Regierung in Washington nicht anerkannt. Asbóth wurde schließlich mit Wirkung vom 21. März 1862 zum Brigadegeneral befördert, weil er sich in der Schlacht am Pea Ridge unter dem neuen Befehlshaber Samuel Curtis durch persönliche Tapferkeit ausgezeichnet hatte und schwer verwundet worden war.
Nach einer vorübergehenden Verwendung als Garnisonskommandant in Kentucky und Ohio wurde Asbóth im Herbst 1863 zum Befehlshaber in West-Florida ernannt. Von seinem Hauptquartier in 
Fort Pickens aus führte er mehrere Expeditionen in das von den Konföderierten beherrschte Hinterland durch. Am 27. September 1864 konnten Asbóths Truppen nach einem kurzen Gefecht mit der feindlichen Miliz die Kleinstadt Marianna an der Grenze zu Alabama erobern. Durch eine Gewehrsalve aus dem Hinterhalt erlitt der General zwei weitere schwere Verwundungen: einen doppelten Schussbruch im linken Arm und einen Steckschuss in den linken Kieferknochen. Obwohl die letztgenannte Kugel vorerst nicht aus seinem Kopf entfernt werden konnte, nahm Asbóth den Dienst Anfang 1865 wieder auf und verblieb bis zu seiner Ausmusterung im Sommer in Florida. Im Januar 1866 wurde er rückwirkend mit dem Brevet-Rang eines Generalmajors belohnt.

## Nachkriegszeit
Nach dem Krieg reiste Asbóth nach Frankreich und ließ sich von dem angesehenen Chirurgen Auguste Nélaton, der 1862 bereits den angeschossenen Garibaldi operiert hatte, die Kugel aus dem Kiefer entfernen. Die Wunde verheilte jedoch nur schlecht und quälte Asbóth auch während seiner anschließenden Tätigkeit als US-Gesandter in Argentinien und Uruguay, zu dem er 1866 ernannt worden war. Am 21. Januar 1868 starb er in Buenos Aires an einer Infektion, die durch seine alte Verwundung hervorgerufen worden war. Asbóths sterbliche Überreste wurden zunächst in Argentinien beigesetzt, aber nach dem Bekanntwerden einer testamentarischen Verfügung 1990 auf den Nationalfriedhof Arlington überführt.